# Роуленд Браун
Роуленд Бра́ун (англ. Rowland Brown; 6 листопада 1900 — 6 травня 1963) — американський сценарист і режисер, чия кар'єра як режисера закінчилася на початку 1930-х років. Браун народився 6 листопада 1900 року у місті Кантон (Огайо). Був режисером фільмів: Легкі мільйони (1931), Криваві гроші (1933), Диявол у спідниці (1936) та ін. Брав участь у написанні сценаріїв до фільмів: Янголи з брудними обличчями (1938), Скільки коштує Голлівуд? (1932), Ворота в Пекло (1930) та інші.

## Вибрана фільмографія
- 1930: Ворота в пекло / Doorway to Hell
- 1933: Брудні гроші / Blood Money
- 1936: Диявол у спідниці / The Devil Is a Sissy
- 1938: Янголи з брудними обличчями / Angels with Dirty Faces